# Stictodora fuscata
Stictodora fuscata är en plattmaskart. Stictodora fuscata ingår i släktet Stictodora och familjen Heterophyidae. Inga underarter finns listade i Catalogue of Life.